# AL 600

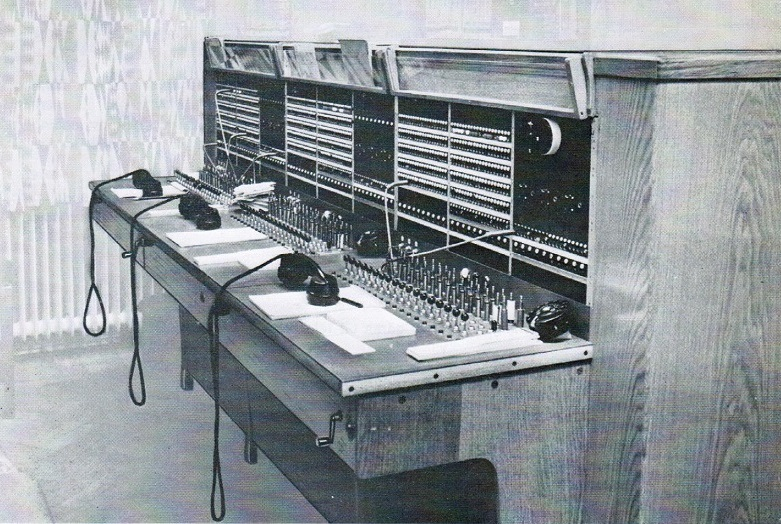
Televerkets största manuella växel AL 600

AL 600 var Televerkets största manuella abonnentväxel för 600 anknytningar. Vanlig på hotell. Maximalt 600 anknytningar och 80 huvudledningar.